# Six Jours de Bologne
Les Six Jours de Bologne (en italien : Sei giorni di Bologna) sont une ancienne course cycliste de six jours disputée en 1994 à Bologne, en Italie. 

## Palmarès
| Année | Vainqueur                           | Deuxième                       | Troisième                      |
| ----- | ----------------------------------- | ------------------------------ | ------------------------------ |
| 1994  | Adriano Baffi Pierangelo Bincoletto | Silvio Martinello Werner Stutz | Claudio Chiappucci Urs Freuler |